# Синешапочный трогон
Синешапочный трогон (лат. Trogon curucui) — вид птиц семейства трогоновых. Выделяют три подвида.

## Описание
Синешапочный трогон длиной 25 см. У самца лоб, лицо и горло черноватые; макушка, бока шеи и грудь глянцево-зеленовато-голубые, затылок бирюзово-зеленый; верхняя часть тела бронзово-зелёная с металлическим отливом, верх хвоста зеленовато-голубой; по груди проходит белая полоса. Нижняя часть тела розовато-красная; испод хвоста чёрный с узкими белыми полосами и более широкими белыми кончиками. Клюв жёлтый, окологлазное кольцо оранжевое; радужная оболочка тёмная. У самки оперение верхней части тела окрашено в голубовато-серый цвет, нижняя часть тела красного цвета, на груди имеется белая полоса. 

## Распространение
Область распространения этой птицы охватывает северо-восточную часть Южной Америки, от Колумбии и северо-запада Бразилии к югу до Перу, Боливии, Парагвая и северо-востока Аргентины. Она населяет влажные низменные джунгли и вторичные леса с высокими деревьями, вблизи рек или болотистой местности.

## Образ жизни
Вопреки своему пёстрому оперению синешапочный трогон незаметный одиночка, который часто подолгу неподвижно сидит на средних и нижних ярусах деревьев. Оттуда он высматривает насекомых, которых он ловит в полёте. Другие беспозвоночные, такие как улитки, и растительный корм, прежде всего, плоды, дополняют рацион.

## Размножение
Синешапочный трогон использует для гнездования покинутые дупла дятлов, или сам строит дупло в мягкой гнилой древесине или в гнёздах населяющих дерево термитов. Участвуют как самец, так и самка. В кладке от 2-х до 5-и яиц, насиживание длится примерно 3 недели.